# Mihályfy Sándor
Mihályfy Sándor (Miskolc, 1937. január 21. – Budapest, 2007. január 1.) Balázs Béla-díjas magyar filmrendező, forgatókönyvíró. Testvére Mihályfy László, filmrendező, operatőr.

## Életpályája
1955–1956 között a Gábor Áron Tüzértiszti Iskola tanulója volt. 1957–1963 között a Felvonógyárban volt segédmunkás, illetve könyvesbolti eladó. 1963–2003 között a Magyar Televízió ügyelője, rendezőasszisztense, technikai rendezője, majd rendezője volt. 1971–1975 között a Színház- és Filmművészeti Főiskola hallgatója volt. A főiskola elvégzését követően előbb dokumentumfilmesként dolgozott, majd játékfilmeket, tévéjátékokat rendezett. 2003-ban nyugdíjba vonult.

## Filmjei

### Dokumentumfilmek
- A Kertész utcaiak (1974)
- Iskola az Üllői úton (2006)
- Regős Bendegúztól Szakállas Ábelig (portréfilm)
- Szabadság befelé, függetlenség kifelé
- Füstös képek (2003)

### Játékfilmek
- Gyerekrablás a Palánk utcában (1985)
- Csendkút (2007) (producer)

### Tévéfilmek
- Társasjáték (1967)
- Az Ön számlájára ment (1972)
- Dunakanyar (1974)
- A medikus (1974)
- Gellérthegyi álmok (1975)
- Dokumentumok U.M.-ről (1976)
- Önfelszámolás (1976)
- Ketten a tavon (1977)
- Érettségi bankett után (1977)
- Illetéktelenek (1977)
- Szimulánsok (1977)
- Bodnárné (1978)
- A két Bolyai (1978)
- Házimozi (1978)
- Használt koporsó (1979)
- Worafka tanácsos úr (1979)
- Indul a bakterház (1980)
- Vihar a lombikban (1980, átdolgozott változat: 1985)
- Telefonpapa (1982)
- Napos oldal (1982)
- A hallgatag hölgy (1983)
- A piac (1983)
- Az utolsó futam  ( 1983 )
- T.I.R. 1-12. (1984-tévésorozat)
- Átok és szerelem (1984)
- Idegenek (1985)
- Sztyepancsikovó falu és lakosai (1984)
- Kémeri 1-5. (1985-tévésorozat)
- Búcsú a fegyverektől, azaz (1985), tévéfilm, forgatókönyvíró is
- Villámfénynél (1986)
- Csak a testvérem… (1986) (forgatókönyvíró is)
- Máz (1986)
- Bujdosó András számonkérése (1986)
- Éjféli színjáték (1986)
- Kés van nálam (1987)
- Brigádeltérítés (1987)
- Margarétás dal 1-2. (1988)
- Szigorú idők (1988)
- Tűréshatár (1989)
- Kenyér és bor (1989)
- Rendhagyó feltámadás (1990)
- Haláli történetek (1991)
- A templomos lovagok kincse (1992)
- Ábel a rengetegben (1993)
- Devictus Vincit (Mindszenty 1-2.) (1994) (forgatókönyvíró is)
- Ábel az országban (1994)
- Ábel Amerikában (1997)
- Titkos háború (2000)
- A mi Kinizsink (2002)

## Művei
- Akkora velőscsont, mint a Szent Gellért-hegy (2000)

## Díjai, elismerései
- Balázs Béla-díj (1985)
- a moszkvai fesztivál díja (1985)
- bangalori Ezüst Elefánt-díj (1985)
- Érdemes művész (1990)